# Östlig borstsmyg
Östlig borstsmyg (Dasyornis brachypterus) är en utrotningshotad australisk tätting i den lilla familjen borstsmygar.

## Fältkännetecken

### Utseende
Östlig borstsmyg är en 18–22 centimeter lång, kraftig och gråbrun tätting. Ovan är den mörkt kanelbrun med rostbrunt på ovansidan av stjärten och undersidan av vingen. Under är den gråbrunt och svagt fjällig, med bruna undre stjärttäckare och dovt rostbrun på undersidan av stjärten. Irisen är röd. Könen är lika men honan något mindre. Närbesläktade rödbrun borstsmyg (D. broadbenti) har bandad undersida. 

### Läte
Östlig borstsmyg har ett ringande kontaktläte, en högljudd och melodisk sång samt diverse tjattriga och gnissliga stackatotoner.

## Utbredning och systematik
Östlig borstsmyg förekommer i östra Australien och delas in i två underarter med följande utbredning:
- Dasyornis brachypterus monoides – förekommer i östra Australien (sydöstra Queensland och nordöstra New South Wales)
- Dasyornis brachypterus brachypterus – förekommer i sydöstra Australien (sydöstra New South Wales och nordöstra Victoria)

## Levnadssätt
Östlig borstsmyg är en marklevande fågel och till viss del flygoförmögen fågel som mycket ogärna tar till vingarna. Den nordliga populationen (monoides) hittas i områden med grästuvor i öppet skogslandskap, nära regnskog som ger skydd vid bränder. Den sydliga (brachypterus) bebor tät och låg vegetation, helst hedmarker men även omgivande skogslandskap. Arten födosöker nära marken efter små ryggradslösa djur, men även frön och små frukter. Den häckar på våren och lägger två ägg.

## Status och hot
Östlig borstsmyg är en fåtalig art med ett uppskattat bestånd på endast 1500–2100 vuxna individer. Den tros också minska i antal. Internationella naturvårdsunionen IUCN kategoriserar arten som sårbar. Det största hotet mot fågeln är bränder.